# Diócesis de San Juan de los Lagos
La diócesis de San Juan de los Lagos (en latín: Dioecesis Sancti Ioannis a Lacubus) es una circunscripción eclesiástica de la Iglesia católica en México. Se trata de una diócesis latina, sufragánea de la arquidiócesis de Guadalajara. Desde el 19 de marzo de 2024 su obispo es José Leopoldo González González

## Territorio y organización
La diócesis tiene 12 000 km² y extiende su jurisdicción sobre los fieles católicos de rito latino residentes en el estado de Jalisco en los municipios de:  San Juan de los Lagos, Acatic, Arandas, Atotonilco, Ayotlán, Degollado, Jesús María, Jalostotitlán, Lagos de Moreno, Mexticacán, San Diego de Alejandría, San Ignacio Cerro Gordo, San Julián, San Miguel el Alto, Tepatitlán, Tototlán, Unión de San Antonio, Valle de Guadalupe, Cañadas de Obregón y Yahualica. Pertenece a la diócesis además la localidad de Jalpa de Cánovas en el municipio de Purísima del Rincón en el estado de Guanajuato. Forma parte de la Zona Pastoral Occidente.
La sede de la diócesis se encuentra en San Juan de los Lagos, en donde se halla la Catedral basílica de Nuestra Señora, que es uno de los santuarios más visitados de México.
En 2020 en la diócesis existían 91 parroquias agrupadas en 11 decanatos. En 2018 tenía 21 misiones.
| Decanato San Juan de los Lagos | Decanato Lagos de Moreno | Decanato Tepatitlán de Morelos | Decanato Atotonilco           | Decanato Arandas | Decanato Jalostotitlán |
| Decanato Yahualica             | Decanato San Julián      | Decanato Ayotlan               | Decanato Capilla de Guadalupe | Decanato Acatic  |                        |

## Historia
La diócesis fue erigida el 25 de marzo de 1972 con la bula Qui omnium del papa Pablo VI, obteniendo el territorio de la arquidiócesis de Guadalajara. El primer obispo de la diócesis fue Francisco Javier Nuño y Guerrero, quien fue elegido el 25 de marzo de 1972 y tomó posesión como tal el 29 de junio de 1972.
La diócesis recibió la visita del papa Juan Pablo II en mayo de 1990 durante su viaje apostólico a México.

## Estadísticas
Según el Anuario Pontificio 2021 la diócesis tenía a fines de 2020 un total de 964 012 fieles bautizados.
| Año                                                                             | Población            | Población | Población      | Sacerdotes | Sacerdotes    | Sacerdotes    | Bautizados por sacerdote | Diáconos permanentes | Religiosos | Religiosos | Parroquias |
| Año                                                                             | Bautizados católicos | Total     | % de católicos | Total      | Clero secular | Clero regular | Bautizados por sacerdote | Diáconos permanentes | Varones    | Mujeres    | Parroquias |
| ------------------------------------------------------------------------------- | -------------------- | --------- | -------------- | ---------- | ------------- | ------------- | ------------------------ | -------------------- | ---------- | ---------- | ---------- |
| 1976                                                                            | 568 830              | 569 270   | 99.9           | 148        | 136           | 12            | 3843                     |                      | 25         | 321        | 43         |
| 1980                                                                            | 632 715              | 644 985   | 98.1           | 158        | 146           | 12            | 4004                     |                      | 30         | 357        | 44         |
| 1990                                                                            | 999 302              | 1 010 042 | 98.9           | 193        | 176           | 17            | 5177                     |                      | 28         | 401        | 51         |
| 1999                                                                            | 991 391              | 994 215   | 99.7           | 264        | 248           | 16            | 3755                     |                      | 27         | 437        | 57         |
| 2000                                                                            | 987 870              | 997 606   | 99.0           | 273        | 254           | 19            | 3618                     |                      | 79         | 387        | 57         |
| 2001                                                                            | 1 007 745            | 1 018 839 | 98.9           | 275        | 259           | 16            | 3664                     |                      | 58         | 427        | 64         |
| 2002                                                                            | 799 578              | 864 008   | 92.5           | 278        | 261           | 17            | 2876                     |                      | 61         | 375        | 65         |
| 2003                                                                            | 916 347              | 924 668   | 99.1           | 276        | 258           | 18            | 3320                     |                      | 32         | 355        | 65         |
| 2004                                                                            | 978 601              | 997 171   | 98.1           | 289        | 275           | 14            | 3386                     |                      | 51         | 429        | 70         |
| 2010                                                                            | 1 047 000            | 1 077 000 | 97.2           | 300        | 285           | 15            | 3490                     |                      | 118        | 490        | 74         |
| 2014                                                                            | 1 084 000            | 1 115 000 | 97.2           | 303        | 287           | 16            | 3577                     |                      | 113        | 425        | 80         |
| 2017                                                                            | 895 275              | 929 365   | 96.3           | 328        | 311           | 17            | 2729                     |                      | 48         | 455        | 89         |
| 2020                                                                            | 964 012              | 990 717   | 97.3           | 351        | 336           | 15            | 2746                     |                      | 64         | 383        | 91         |
| Fuente: Catholic-Hierarchy, que a su vez toma los datos del Anuario Pontificio. |                      |           |                |            |               |               |                          |                      |            |            |            |